# Efim Zelmanov
Efim Isaakovitch Zelmanov (Ефим Исаакович Зельманов) (né le 7 septembre 1955 à Khabarovsk) est un mathématicien russe connu pour son travail sur les problèmes combinatoires en algèbre non associative et dans la théorie des groupes, incluant sa solution du problème de Burnside de 1902 restreint. Il a reçu la médaille Fields en 1994.

## Biographie

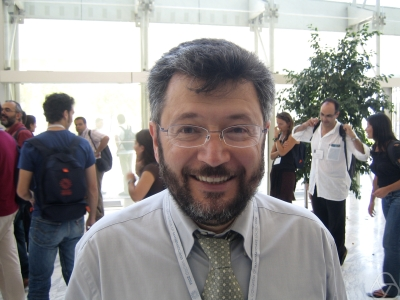
Efim Zelmanov

Efim Zelmanov est né dans une famille juive à Khabarovsk en Union soviétique. Il a fait ses études universitaires à l'université d'État de Novossibirsk et y a reçu son doctorat en 1981. Il a ensuite travaillé à l'Académie des sciences d'URSS.
En 1990, il rejoint l'université du Wisconsin à Madison, puis l'université de Chicago en 1994, année pendant laquelle il reçoit la médaille Fields à Zurich. Entre 1995 et 2002 il est professeur à l'université Yale, avant de rejoindre l'université de Californie à San Diego. 
Depuis 1996 il est professeur distingué au Korea Institute for Advanced Study.